# Communauté de communes des Vallées du Cristal
Die Communauté de communes des Vallées du Cristal ist ein ehemaliger französischer Gemeindeverband mit der Rechtsform einer Communauté de communes im Département Meurthe-et-Moselle in der Region Grand Est. Sie wurde am 15. Dezember 2009 gegründet und umfasste 18 Gemeinden. Der Verwaltungssitz befand sich im Ort Baccarat.

## Historische Entwicklung
Mit Wirkung vom 1. Januar 2017 fusionierte der Gemeindeverband mit der Communauté de communes du Lunévillois
und bildete so die Nachfolgeorganisation Communauté de communes du Territoire de Lunéville à Baccarat.

## Ehemalige Mitgliedsgemeinden
1. Azerailles
2. Baccarat
3. Bertrichamps
4. Brouville
5. Deneuvre
6. Flin
7. Fontenoy-la-Joûte
8. Gélacourt
9. Glonville
10. Hablainville
11. Lachapelle
12. Merviller
13. Pettonville
14. Reherrey
15. Thiaville-sur-Meurthe
16. Vacqueville
17. Vaxainville
18. Veney